# Jubal (calciatore)
Jubal Rocha Mendes Júnior (Inhumas, 29 agosto 1993) è un calciatore brasiliano, difensore del Krasnodar.

## Caratteristiche tecniche
È un difensore centrale.

## Carriera

### Club
Cresciuto nelle giovanili del Vila Nova, ha esordito in Série A il 20 aprile 2014 con la maglia del Santos in un match pareggiato 1-1 contro lo Sport Recife.

### Nazionale
Nel 2013 ha giocato 4 partite con la nazionale brasiliana Under-20.

## Statistiche

### Presenze e reti nei club
Statistiche aggiornate al 30 giugno 2025.
| Stagione            | Squadra           | Campionato      | Campionato | Campionato | Coppe nazionali | Coppe nazionali | Coppe nazionali | Coppe continentali | Coppe continentali | Coppe continentali | Altre coppe | Altre coppe | Altre coppe | Totale | Totale | Totale |
| Stagione            | Squadra           | Comp            | Pres       | Reti       | Comp            | Pres            | Reti            | Comp               | Pres               | Reti               | Comp        | Pres        | Reti        | Pres   | Reti   |        |
| ------------------- | ----------------- | --------------- | ---------- | ---------- | --------------- | --------------- | --------------- | ------------------ | ------------------ | ------------------ | ----------- | ----------- | ----------- | ------ | ------ | ------ |
| 2011                | Vila Nova         | A+GOI           | 0+1        | 0          | CB              | 0               | 0               |                    | -                  | -                  |             | -           | -           | 1      | 0      |        |
| 2012                | Santos            | A+PAU           | 0          | 0          | CB              | 0               | 0               |                    | -                  | -                  |             | -           | -           | 0      | 0      |        |
| 2013                | Santos            | A+PAU           | 0+1        | 0          | CB              | 0               | 0               |                    | -                  | -                  |             | -           | -           | 1      | 0      |        |
| 2014                | Santos            | A+PAU           | 8+8        | 0+1        | CB              | 4               | 0               |                    | -                  | -                  |             | -           | -           | 20     | 1      |        |
| 2015                | Santos            | A+PAU           | 0+1        | 0          | CB              | 0               | 0               |                    | -                  | -                  |             | -           | -           | 1      | 0      |        |
| Totale Santos       | Totale Santos     | Totale Santos   | 18         | 1          |                 | 4               | 0               |                    | -                  | -                  |             | -           | -           | 22     | 1      |        |
| 2015                | Avaí              | A+CAT           | 6+0        | 0          | CB              | 0               | 0               |                    | -                  | -                  |             | -           | -           | 6      | 0      |        |
| 2015-2016           | Arouca            | PL              | 11         | 2          | TP+TL           | 0               | 0               |                    | -                  | -                  |             | -           | -           | 11     | 2      |        |
| 2016-2017           | Arouca            | PL              | 32         | 0          | TP+TL           | 1+2             | 0               | UEL                | 4                  | 0                  |             | -           | -           | 39     | 0      |        |
| ago. 2017           | Arouca            | SL              | 1          | 0          | TP+TL           | 0+2             | 0               |                    | -                  | -                  |             | -           | -           | 3      | 0      |        |
| Totale Arouca       | Totale Arouca     | Totale Arouca   | 44         | 2          |                 | 5               | 0               |                    | 4                  | 0                  |             | -           | -           | 53     | 2      |        |
| ago. 2017-giu. 2018 | Vitória Guimarães | PL              | 24         | 1          | TP+TL           | 1+1             | 0               | UEL                | 6                  | 0                  |             | -           | -           | 33     | 1      |        |
| 2018-gen. 2019      | Portimonense      | PL              | 0          | 0          | TP+TL           | 0               | 0               |                    | -                  | -                  |             | -           | -           | 0      | 0      |        |
| gen.-giu. 2019      | Boavista          | PL              | 13         | 0          | TP+TL           | 0               | 0               |                    | -                  | -                  |             | -           | -           | 13     | 0      |        |
| 2019-2020           | Vitória Setúbal   | PL              | 24         | 2          | TP+TL           | 1+2             | 0               |                    | -                  | -                  |             | -           | -           | 27     | 2      |        |
| 2020-2021           | Auxerre           | L2              | 34         | 2          | CF              | 0               | 0               |                    | -                  | -                  |             | -           | -           | 34     | 2      |        |
| 2021-2022           | Auxerre           | L2              | 36+3       | 2+0        | CF              | 2               | 0               |                    | -                  | -                  |             | -           | -           | 41     | 2      |        |
| 2022-2023           | Auxerre           | L1              | 37         | 3          | CF              | 3               | 1               |                    | -                  | -                  |             | -           | -           | 40     | 4      |        |
| 2023-2024           | Auxerre           | L2              | 33         | 6          | CF              | 2               | 0               |                    | -                  | -                  |             | -           | -           | 35     | 6      |        |
| 2024-2025           | Auxerre           | L1              | 30         | 6          | CF              | 0               | 0               |                    | -                  | -                  |             | -           | -           | 30     | 6      |        |
| Totale Auxerre      | Totale Auxerre    | Totale Auxerre  | 173        | 19         |                 | 7               | 1               |                    | -                  | -                  |             | -           | -           | 180    | 20     |        |
| Totale carriera     | Totale carriera   | Totale carriera | 292        | 25         |                 | 21              | 1               |                    | 10                 | 0                  |             | -           | -           | 324    | 26     |        |

## Palmarès

### Club

#### Competizioni statali
- Campionato paulista: 1

Santos: 2015

#### Competizioni nazionali
- Campionato francese di seconda divisione: 1

Auxerre: 2023-2024